# Dornik
Dornik je priimek v Sloveniji, ki ga je po podatkih Statističnega urada Republike Slovenije na dan 1. januarja 2010 uporabljalo 532 oseb in je med vsemi priimki po pogostosti uporabe uvrščen na 551. mesto.

## Znani nosilci priimka
- Domen Dornik (*1991), triatlonec
- Franc Dornik (1897—1971), mornariški častnik, otrodont, avtobiograf
- Ivan Dornik (1892—1968), slavist, klasični filolog, prevajalec, pisatelj, dramatik, publicist
- Ljuba Dornik Šubelj (*1949), arhivistka, zgodovinarka polpreteklega obdobja
- Peter Dornik (1923—1976), novinar
- Polona Dornik (*1962), košarkarica

## Glej še
- priimek Dornig